# Telmatoscopus coronata
Telmatoscopus coronata är en tvåvingeart som beskrevs av Duckhouse 1978. Telmatoscopus coronata ingår i släktet Telmatoscopus och familjen fjärilsmyggor. Inga underarter finns listade i Catalogue of Life.